# جنيد البغدادي (رسام)
جنيد البغدادي (حوالي عام 1396) كان رسامًا في القرن الرابع عشر ورسامًا ملكيًا ( نقاش سلطاني ) في عهد سلطنة الجلايريين في بغداد. وقد سماه دوست محمد تلميذًا لشمس الدين.

وهو معروف بأنه رسام ديوان خواجو كرماني في بغداد سنة 1396م. هذه المخطوطة هي "المخطوطة الجلائرية الأكثر تاريخًا وأعلى جودة". كانت إحدى اللوحات تحمل توقيع جنيد نفسه. ربما كان أيضًا هو رسام اللوحات الموجودة في لوحات فريير ديفان.

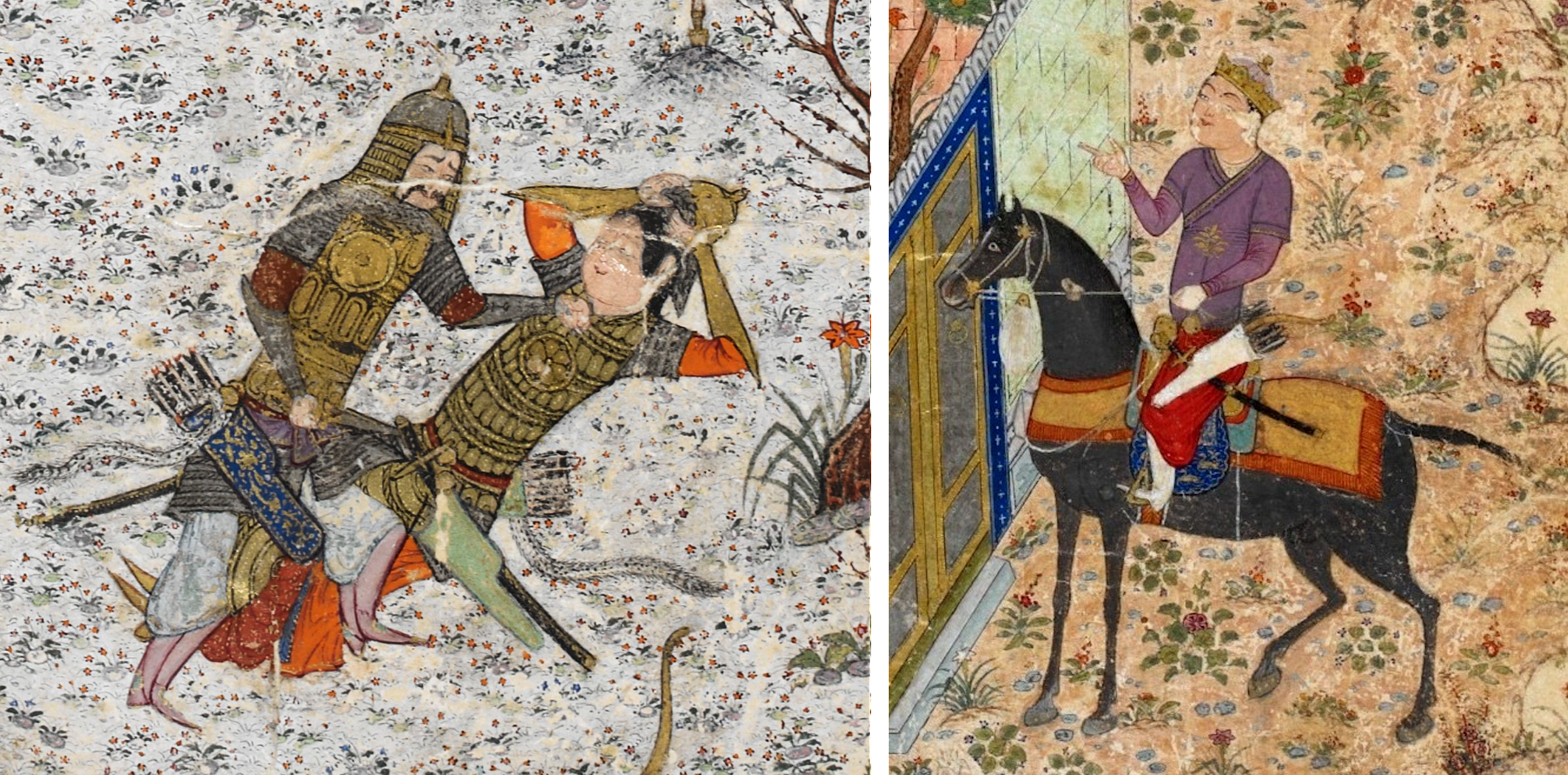
ديوان خواجو كرماني، رسوم جونايد (1396، تفصيل)
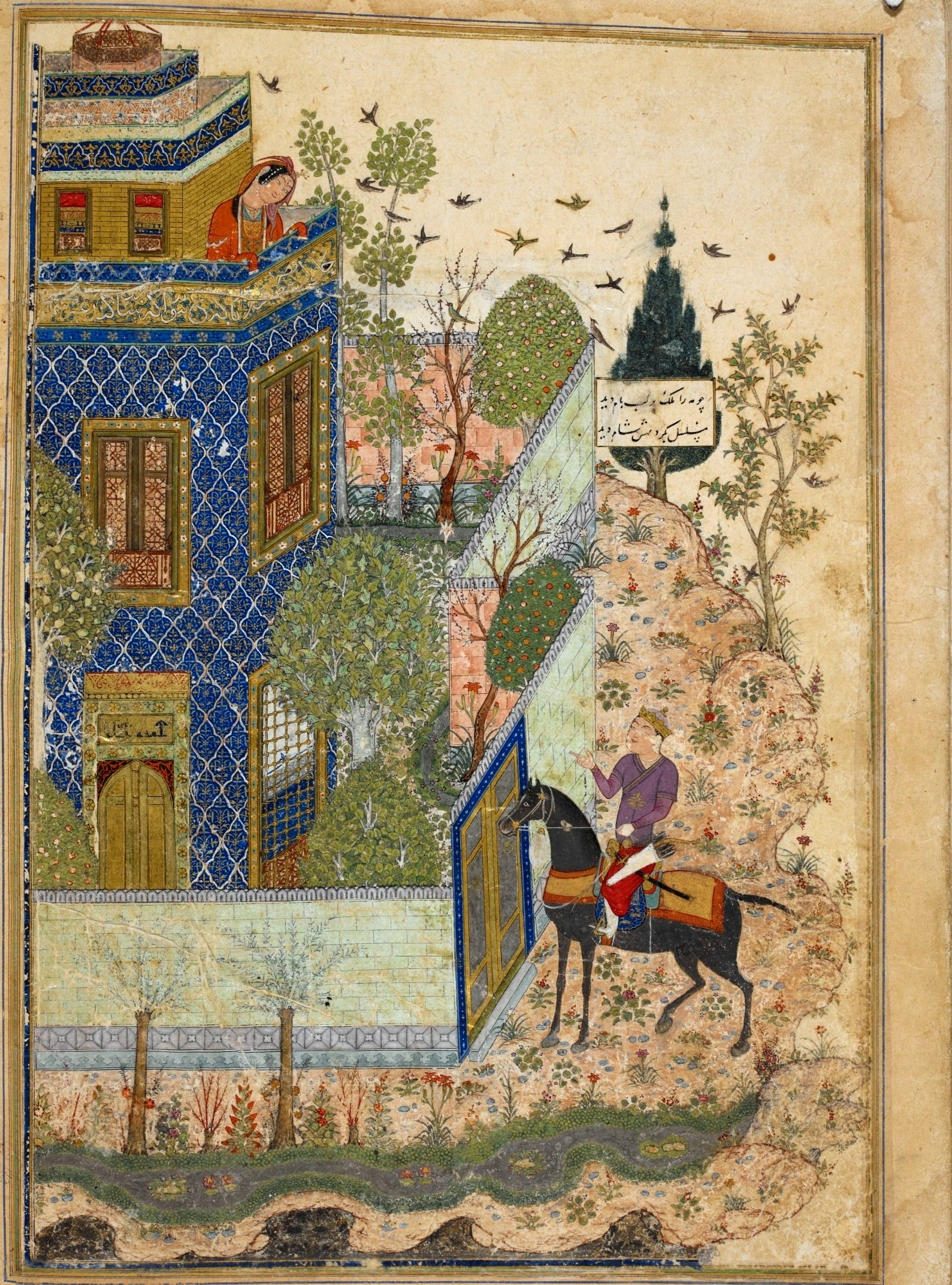
الصفحة 18.
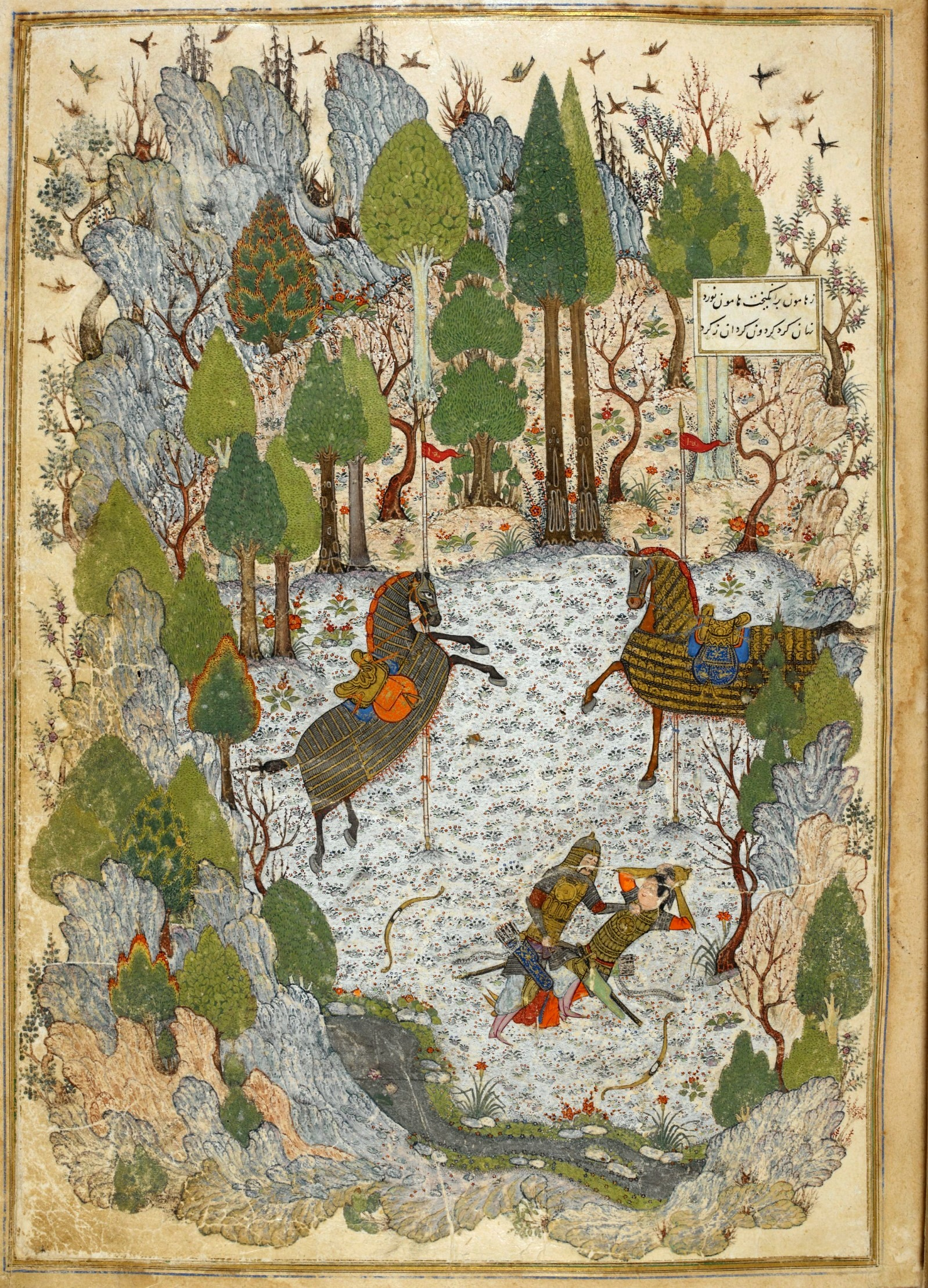
الصفحة 23.
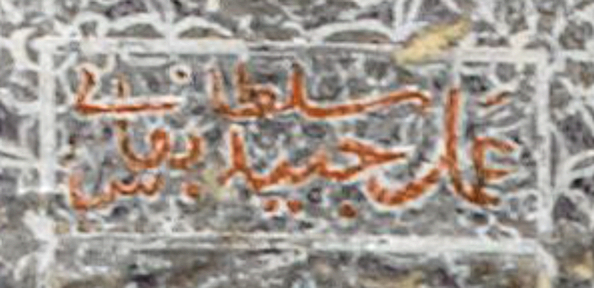
توقيع الجنيد (عمل جنيد البغدادي) [8] في ديوان خواجو الكرماني، 1396، بغداد.
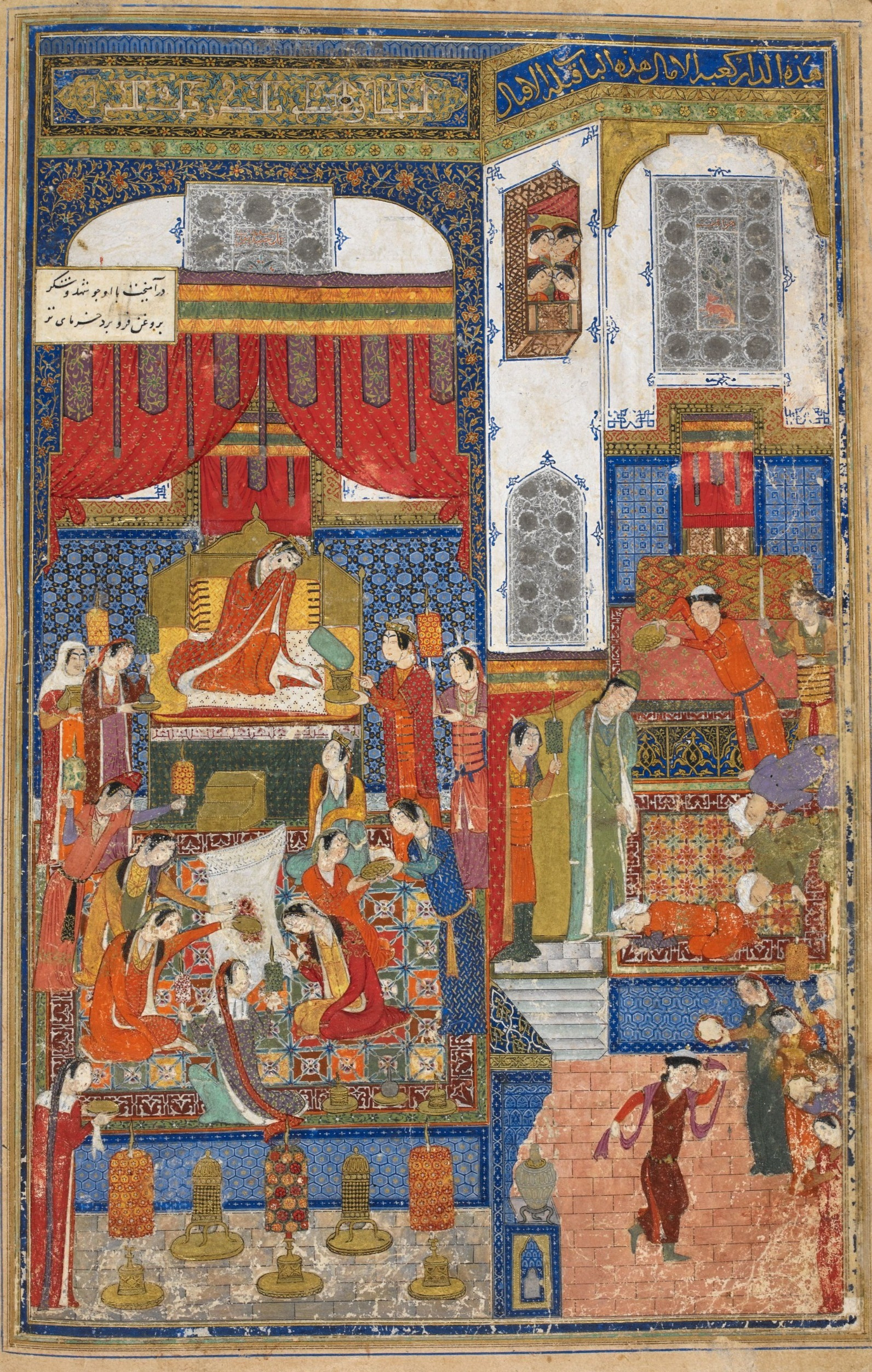
يظهر توقيع جنيد في نافذة ترميد فوق عرش نصير الدين همايون. الصحيفة 45، ديوان خواجو الكرماني، 1396.